# Шишко, Василий Кузьмич
Василий Кузьмич Шишко (1928—2018) — советский инженер-строитель и организатор строительства. Заслуженный строитель РСФСР (1978). Почётный гражданин города Назарово (1986).

## Биография
Родился 22 ноября 1928 года в селе Малая Сосновка Назаровского района Красноярского края в крестьянской семье.
С 1940 года в возрасте двенадцати лет, В. К. Шишко начал свою трудовую деятельность в местном колхозе села Малая Сосновка Назаровского района Красноярского края, с 1941 по 1945 годы, весь период Великой Отечественной войны работал на трудовом фронте в своём колхозе был пахарем и учеником-механизатором на Назаровской машинно-тракторной станции.
За участие в период Великой Отечественной войне на трудовом фронте был награждён Медалью «За доблестный труд в Великой Отечественной войне 1941—1945 гг».
С 1949 по 1953 годы служил на действительной военной службе в рядах Советской армии, после окончания Калининской школы военных строителей, служил военным строителем в Мурманских военно-строительных частях. С 1953 года переехал с семьёй в город Назарово Красноярского края. С 1953 по 1980 годы в течение двадцати семи лет работал в Назаровском строительном управлении треста «Назаровосельстрой» пройдя все ступени карьерной лестницы от мастера и начальника участка до руководителя этого строительного управление. Под руководством и при активном участии В. К. Шишко были построены многочисленные объекты жилищной и социально-культурной инфраструктуры, были построены: Дома культуры — «Строитель», «Юбилейный» и угольщиков, швейная и мебельная фабрики, предприятия электроснабжения, водоснабжения и канализации, жилой фонд и магазины не только для города Назарова но и для многочисленных районов Красноярского края.
С 1980 по 2006 годы в течение двадцати шести лет, В. К. Шишко был руководителем треста «Назаровосельстрой» Министерства строительства РСФСР (с 1991 года — генеральный директор Назаровского сельстройкомбината). Указом Президиума Верховного Совета СССР «за выдающиеся заслуги в области строительства» В. К. Шишко был награждён орденами Ленина, Октябрьской революции, Трудового Красного Знамени и «Знак Почёта».
27 сентября 1978 года Указом Президиума Верховного Совета РСФСР «за заслуги в области строительства» В. К. Шишко был удостоен почётного звания — Заслуженный строитель РСФСР.
В 1986 году «за заслуги перед городом Назарово» В. К. Шишко был удостоен почётного звания — Почётный гражданин города Назарово.
Жил в городе Назарово Красноярского края.
Скончался 22 ноября 2018 года.

## Награды
- Орден Ленина
- Орден Октябрьской революции
- Орден Трудового Красного Знамени
- Орден «Знак Почёта»
- Медаль «За доблестный труд в Великой Отечественной войне 1941—1945 гг.»
- Медаль «В ознаменование 100-летия со дня рождения Владимира Ильича Ленина»

### Звания
- Заслуженный строитель РСФСР (27.09.1978[3])
- Почётный гражданин города Назарово (1986[1])
- «Почётный строитель России»[2]